# Isla Phillipsová
Isla Phillipsová (* 29. března 2012 Gloucester) je britská aristokratka, dcera Petera Phillipse a jeho manželky Autumn Phillipsové a pravnučka královny Alžběty II. Je 20. v pořadí na britský trůn.

## Život
Narodila se 29. března 2012 v Gloucesteru jako druhá dcera Petera Phillipse a Autumn Phillipsové roz. Kellyové. Po svém narození byla 13. v pořadí na britský trůn. Pokřtěna byla 1. července 2012 v kostele sv. Mikuláše v Aveningu. Jména kmotrů nebyla oznámena.
Její první veřejné vystoupení bylo na balkoně Buckinghamského paláce během Trooping of Color v roce 2017. Dne 12. října 2018 byla součástí svatebního průvodu na svatbě princezny Eugenie z Yorku a Jacka Brooksbanka.